# Пламен Бочков
Пламен Георгиев Бочков е фолклорист, етнолог, антрополог. Ректор на Нов български университет (от 2012 до 2020).

## Биография
Роден е на 21 април 1957 г. в Провадия, Варненско, в семейството на счетоводители, завършили известната преди 9 септември 1944 г. Търговска гимназия във Варна. Завършва българска филология във Великотърновския университет „Св. св. Кирил и Методий“.
Докторант е в Института за фолклор при БАН (1982). През 1986 г. защитава кандидатска (днес – докторска) дисертация на тема „Зооморфни персонажи в българската фолклорна епическа традиция“. Специализирал е фолклористика в Русия и Финландия.
Водещ е на предаване за фолклор в БНР в края на 1980-те години.
Старши научен сътрудник II степен в секция „Теория на фолклора“ в Института за фолклор при БАН. Ръководител на секция „Теория на фолклора“.
От началото на 1990-те години води курсове по фолклор и етнология в НБУ в София, Югозападния университет „Неофит Рилски“ в Благоевград, ПУ „Паисий Хилендарски“ в Пловдив, СУ „Климент Охридски“ и ВИТИЗ в София.
Декан на Факултета за базово образование (2002 – 2006), заместник-ректор по учебната дейност, качеството и акредитацията (2006 – 2010) и ректор на НБУ от март 2012 г.
От януари 2016 г. – професор по антропология в Нов български университет.
Женен, с 2 деца.